# マテオ・アレマン

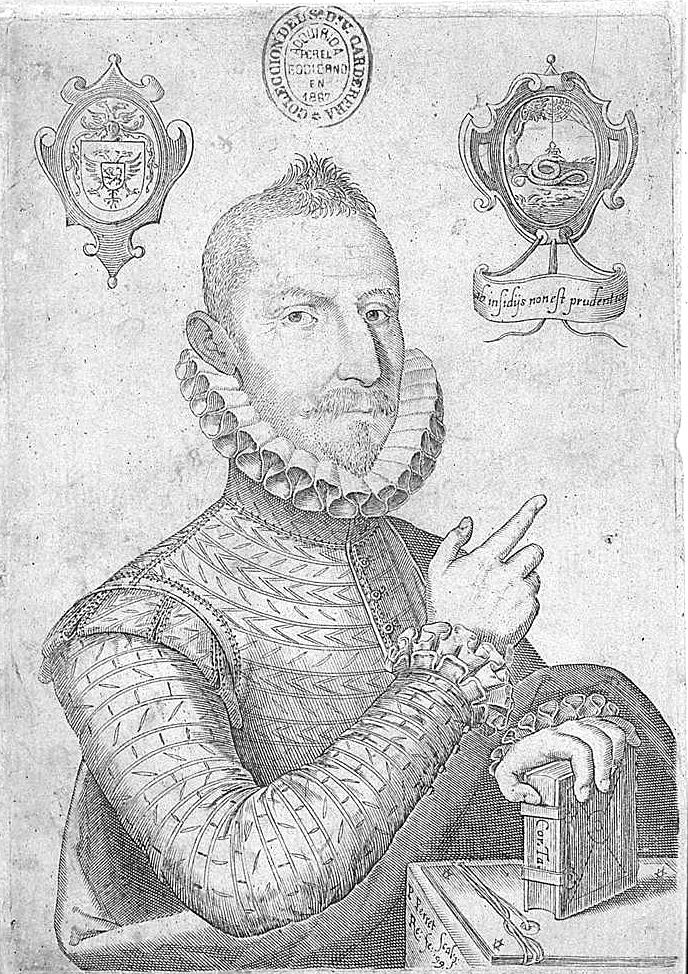
マテオ・アレマン

マテオ・アレマン（Mateo Alemán、1547年 - 1616年）は、スペインの作家。ピカレスク小説の雛形となった『ピカロ、グスマン・デ・アルファラーチェの生涯 Vida y del Picaro Guzmán de Alfarache（第1部は1599年、第2部は1604年に上梓）』を著した。この小説は「ピカレスクPicaresque(Picaro → Picaresca)」の語源ともなった。

## セルバンテスとの縁
アレマンは、セルバンテスと縁の深い作家である。作風は少々異なるが、セルバンテスの代表作『ドン・キホーテ』と共通する部分も多い。
1583年、アレマンはアルマデン鉱山の査察官として渡っているが、この仕事はセルバンテスも志願したものであった（1580年頃セルバンテスも仕官したが叶わなかった）。生まれ年も同年であり、また68歳か69歳の秋に同じセビリアの監獄に入り、同じ年に亡くなっている。

## 『グスマン』
『グスマン』は、改悛した主人公が己の悪行の数々を告白するという形の1人称で書かれている。反省・弁明に終始することも多い。数多くの章から構成され、時に本筋とは関係のないエピソードも挿入されている点やユーモラスな社会諷刺が添えられている点では『ドン・キホーテ』に似ているといえる。
アレマンは『グスマン』をあくまで教訓書であるというが、研究者の間では「異端審問所の検閲を避けるため」とも、「小説を読むという非カトリック的な行為を教訓本とすることで正当化するため」ともいわれているが、定かにはなっていない。『ドン・キホーテ』ほどではないが『グスマン』も25版を数え、少なくとも5万部以上印刷されたといわれており、17世紀のヨーロッパでのベスト・セラー本の1つであった。